# WTA 125

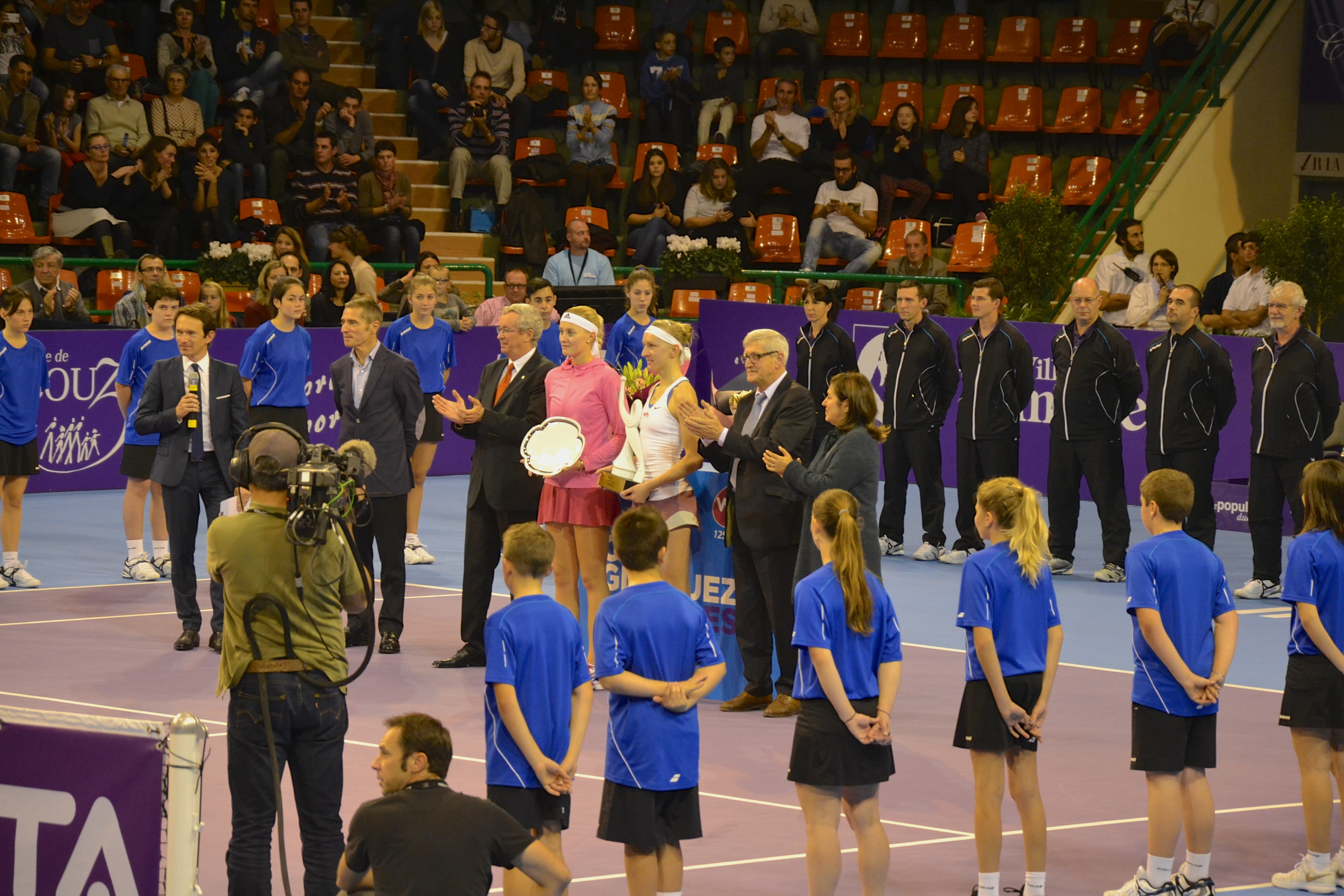
Závěrečný ceremoniál na Open GDF Suez 2014 v Limoges s vítěznou Smitkovou a poraženou finalistkou Mladenovicovou

WTA 125 (do roku 2020 WTA 125s či WTA 125K Series) je mezinárodní série profesionálních tenisových turnajů žen organizovaná Ženskou tenisovou asociací (WTA). Založena byla v roce 2012, kdy se odehrály pouze dvě události. Představuje střední úroveň ženského profesionálního tenisu. Turnaje WTA 125 jsou bodově začleněny do hodnocení žebříčku WTA, což hráčkám umožňuje rychlejší postup do nejvyšší úrovně – kvalifikací a hlavních soutěží turnajů okruhu WTA Tour.
Turnaje WTA 125 jsou také nepřesně označovány jako série „WTA Challenger“, v  rámci analogicky existující střední úrovně mužského profesionálního okruhu ATP Challenger Tour. Třetí a kvalitativně nejnižší etáží ženského profesionálního tenisu je okruh ITF.

## Historické názvy

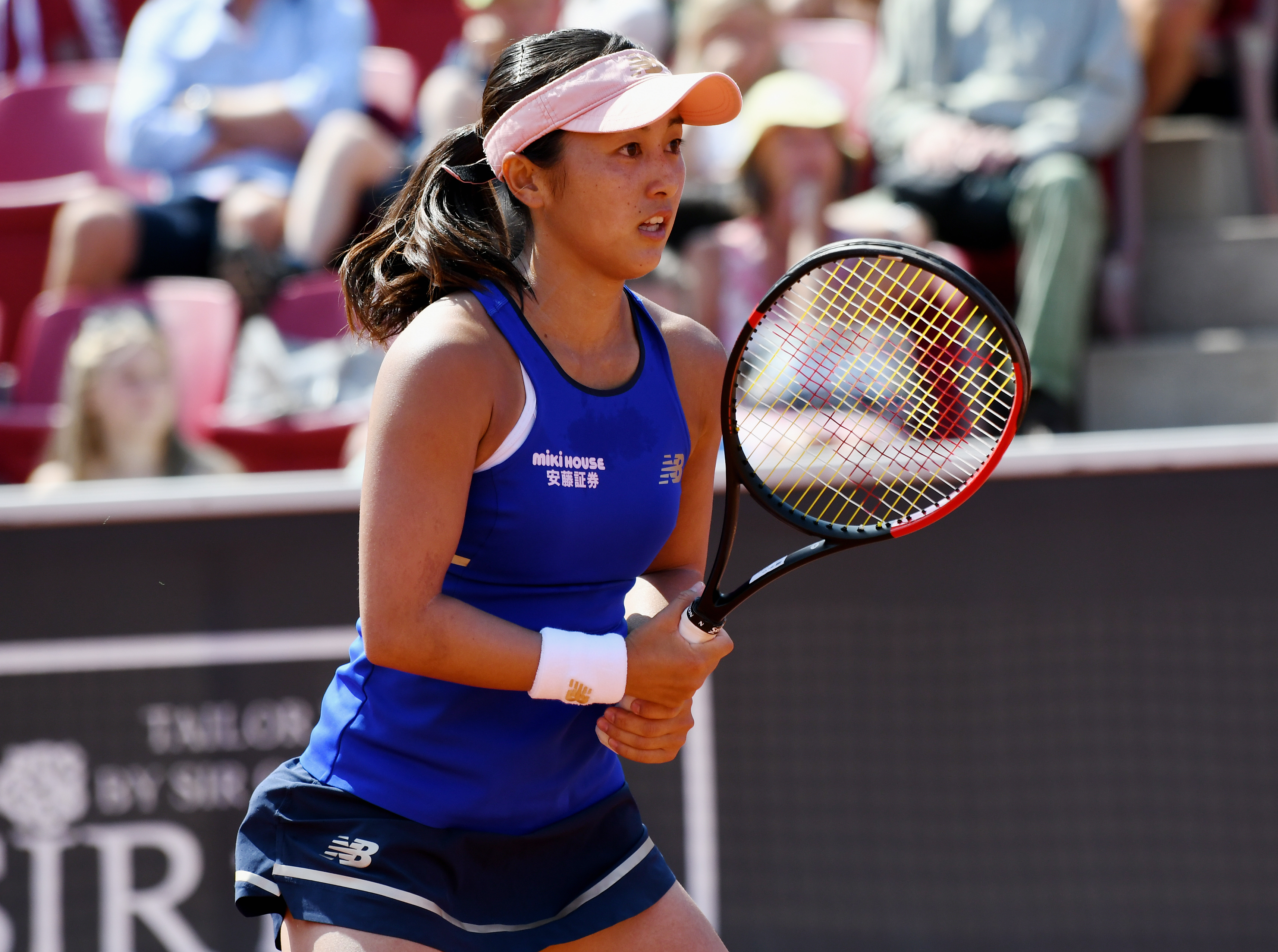
Vítězná Misaki Doiová na Swedish Open 2019 v Båstadu

2012–2020
WTA 125K series
Od 2021
WTA 125

## Rozpočet a body
Celková dotace většiny událostí v letech 2012–2019 činila 125 tisíc dolarů, což se odrazilo v názvu série. V roce 2018 byly nově zařazeny čtyři události v rámci americké série „Oracle Challenger“, s vyšším rozpočtem 150 tisíc dolarů a navýšeným počtem 24 hráček v singlových kvalifikacích. V sezóně 2019 dotace každého turnaje série Oracle vzrostla na 162 480 dolarů. Výjimečným rozpočtem uhrazeným Americkým tenisovým svazem disponoval TK Sparta Prague Open 2020 ve výši 3,125 milionu dolarů (cca 68,75 milionu korun), který nahradil zrušenou kvalifikaci newyorského grandslamu US Open kvůli pandemii covidu-19. Navýšen byl i počet hráček pražského turnaje na 128 singlistek a 32 deblových párů.
Od sezóny 2021 byla dotace turnajů snížena na 115 tisíc dolarů, s výjimkou několika událostí s navýšeným rozpočtem (v roce 2024 čítala dotace Canberry a Oeirasu 164 tisíc dolarů, v ročníku 2025 se v Canbeře zvýšila na 200 tisíc). Ubytování a stravování – tzv. hospitality, zajišťují organizátoři. V roce 2024 došlo ke snížení bodového hodnocení v jednotlivých kolech. Vítězky tak nově získaly 125 namísto 160 bodů.   

### Rozpis bodů
| Body od 2024 | Body od 2024 | Body od 2024 | Body od 2024   | Body od 2024    | Body od 2024 | Body od 2024 | Body od 2024 | Body od 2024 | Body od 2024 | Body od 2024 |
| ↓Soutěž / fáze→ | vítězky      | finalistky   | semifinalistky | čtvrtfinalistky | 16 v kole    | 32 v kole    | QV           | Q2           | Q1           |              |
| --- | ------------ | ------------ | -------------- | --------------- | ------------ | ------------ | ------------ | ------------ | ------------ | ------------ |
| Dvouhra (32D/16Q) | 125          | 81           | 49             | 27              | 15           | 1            | 6            | 4            | 1            |              |
| Dvouhra (32D/8Q) | 125          | 81           | 49             | 27              | 15           | 1            | 6            | —            | 1            |              |
| Čtyřhra (16Č) | 125          | 81           | 49             | 27              | 1            | —            | —            | —            | —            |              |
| Čtyřhra (8Č) | 125          | 81           | 49             | 1               | —            | —            | —            | —            | —            |              |
| QV – vítězka kvalifikace, Q1/2 – 1. a 2. kolo kvalifikace, (xS/D/Q) – „x“ počet hráček v soutěži dvouhry/čtyřhry/kvalifikace dvouhry |              |              |                |                 |              |              |              |              |              |              |

| Body 2012–2023 | Body 2012–2023 | Body 2012–2023 | Body 2012–2023 | Body 2012–2023  | Body 2012–2023 | Body 2012–2023 | Body 2012–2023 | Body 2012–2023 | Body 2012–2023 | Body 2012–2023 |
| ↓Soutěž / fáze→ | vítězky        | finalistky     | semifinalistky | čtvrtfinalistky | 16 v kole      | 32 v kole      | 48 v kole      | QV             | Q2             | Q1             |
| --- | -------------- | -------------- | -------------- | --------------- | -------------- | -------------- | -------------- | -------------- | -------------- | -------------- |
| Dvouhra (32D/16Q) | 160            | 95             | 57             | 29              | 15             | 1              | —              | 6              | 4              | 1              |
| Dvouhra (32D/8Q) | 160            | 95             | 57             | 29              | 15             | 1              | —              | 6              | —              | 1              |
| Čtyřhra (16Č) | 160            | 95             | 57             | 29              | 1              | —              | —              | —              | —              | —              |
| Čtyřhra (8Č) | 160            | 95             | 57             | 1               | —              | —              | —              | —              | —              | —              |
| Body 2019–2020 |                |                |                |                 |                |                |                |                |                |                |
| Dvouhra (48D/4Q) | 160            | 95             | 57             | 29              | 15             | 8              | 1              | 4              | —              | 1              |
| QV – vítězka kvalifikace, Q1/2 – 1. a 2. kolo kvalifikace, (xD/Č/Q) – „x“ počet hráček v soutěži dvouhry/čtyřhry/kvalifikace dvouhry |                |                |                |                 |                |                |                |                |                |                |

## Přehled turnajů
| Andorra            | Andorra la Vella (2022–) |
| Argentina          | Buenos Aires (2021–) |
| Austrálie          | Canberra (2024–) |
| Bolívie            | Santa Cruz (2024–) |
| Brazílie           | Florianópolis (2023–) |
| Česko              | Praha (2020) |
| Čína               | An-ning (2018–2019) • Čeng-čou (2017–2018) • Nan-čchang (2014–2015) • Nanking (2013) Ning-po (2013–2014) • Si-an (2020) • Su-čou (2013–2014) • Ta-lien (2015–2017) |
| Francie            | Angers (2021–) • Contrexéville (2022–) • Limoges (2014–2019, 2023–) • Paříž (2022–) Rouen (2022–2023) • Saint-Malo (2021–) |
| Chile              | Colina (2022–) |
| Chorvatsko         | Bol (2016–2019, 2021), Makarska (2022–) |
| Indie              | Puné (2012) • Bombaj (2017–2018, 2024–) |
| Itálie             | Bergamo (2025–) • Bari (2022–) • Gaiba (2022–) • Parma (2023–) |
| Jižní Korea        | Soul (2021) |
| Kanada             | Vancouver (2022) |
| Kolumbie           | Cali (2013, 2023–) • Barranquilla (2023–) |
| Maďarsko           | Budapešť (2022–) |
| Mexiko             | Cancún (2025–) • Guadalajara (2019) • San Luis Potosí (2023–) • Tampico (2022–) • Puerto Vallarta (2024–) |
| Německo            | Karlsruhe (2019, 2021–), Hamburk (2024) |
| Polsko             | Grodzisk Mazowiecki (2023–) • Varšava (2024–) |
| Portugalsko        | Oeiras (2024–) |
| Rumunsko           | Bukurešť (2022–) • Jasy (2022–) |
| Slovinsko          | Lublaň (2023–) |
| Spojené království | Birmingham (2025–) |
| Spojené státy      | Carlsbad (2015) • Concord (2021–2022) • Honolulu (2016–2017) • Houston (2018–2019) Charleston (2021, 2024–) • Chicago (2018, 2021, 2023–) • Indian Wells (2018–2020) • Midland (2021–) Newport (2025–) • Newport Beach (2018–2020) • San Antonio (2016) • Stanford (2023–) |
| Srbsko             | Bělehrad (2021) |
| Španělsko          | La Bisbal d'Empordà (2023–) • Marbella (2022–) • Reus/Lleida (2023–) • Valencie (2022–) • Vic (2025–) |
| Švédsko            | Båstad (2019, 2021–) |
| Švýcarsko          | Montreux (2024–) |
| Thajsko            | Hua Hin (2015, 2017) |
| Čínská Tchaj-pej   | Tchaj-pej (2012–2019) |
| Turecko            | Antalya (2024–) |
| Uruguay            | Montevideo (2023–) |
| Uzbekistán         | Taškent (2020) |

## Přehled sezón
| Rok  | počet | změna | turnaje | celkové odměny |
| ---- | ----- | ----- | --- | -------------- |
| 2012 | 2     | —     | Tchaj-pej, Puné | 250 000 $      |
| 2013 | 5     | ▲ 3   | Cali, Su-čou , Ning-po, Nanking, Tchaj-pej | 625 000 $      |
| 2014 | 5     | ▬ 0   | Nan-čchang, Su-čou , Ning-po, Tchaj-pej, Limoges | 625 000 $      |
| 2015 | 6     | ▲ 1   | Nan-čchang, Ta-lien, Limoges, Hua Hin, Tchaj-pej, Carlsbad | 750 000 $      |
| 2016 | 6     | ▬ 0   | San Antonio, Bol, Ta-lien , Limoges, Tchaj-pej, Honolulu | 750 000 $      |
| 2017 | 8     | ▲ 2   | Čeng-čou, Bol, Ta-lien, Limoges, Hua Hin, Tchaj-pej, Honolulu, Bombaj | 1 000 000 $    |
| 2018 | 10    | ▲ 2   | Newport Beach, Indian Wells, Čeng-čou, An-ning, Bol, Chicago, Limoges, Tchaj-pej, Houston, Bombaj | 1 340 000 $    |
| 2019 | 11    | ▲ 1   | Newport Beach, Indian Wells, Guadalajara, Anning, Bol, Båstad, Karlsruhe, New Haven, Houston, Tchaj-pej, Limoges | 1 525 000 $    |
| 2020 | 3     | ▼ 8   | Newport Beach, Indian Wells, Praha | 3 474 960 $    |
| 2021 | 15    | ▲ 12  | Saint-Malo, Bol, Båstad, Bělehrad, Charleston, Concord, Chicago, Karlsruhe, Columbus, Buenos Aires, Midland, Montevideo, Angers, Limoges, Soul | 1 680 484 $    |
| 2022 | 24    | ▲ 9   | Marbella, Saint-Malo, Paříž, Karlsruhe, Makarska, Valencie, Gaiba, Båstad, Contrexéville, Jasy, Concord, Vancouver, Bari, Bukurešť, Budapešť, Rouen, Tampico, Midland, Colina, Buenos Aires, Montevideo, Andorra la Vella, Angers, Limoges | 2 760 000 $    |
| 2023 | 31    | ▲ 7   | Cali, San Luis Potosí, Saint-Malo, Reus, Paříž, Florencie, Makarska, La Bisbal d'Empordà, Valencie, Gaiba, Contrexéville, Båstad, Jasy, Grodzisk Mazowiecki, Stanford, Barranquilla, Chicago, Bari, Bukurešť, Parma, Lublaň, Rouen, Tampico, Midland, Colina, Florianópolis, Buenos Aires, Andorra la Vella,, Montevideo, Angers, Limoges                                                    | 3 610 000 $    |
| 2024 | 36    | ▲ 5   | Canberra, Bombaj, Puerto Vallarta, Charleston, San Luis Potosí, Antalya, La Bisbal d'Empordà, Oeiras, Saint-Malo, Lleida, Paříž, Parmam Makarska, Bari, Valencie, Gaiba, Båstad, Contrexéville, Varšava, Hamburk, Barranquilla, Guadalajara, Montreux, Bukurešť, Lublaň, Hongkong, Tampico, Santa Cruz, Midland, Cali, Charleston (2x), Colina, Buenos Aires, Angers, Florianópolis, Limoges | 4 238 000 $    |
| 2025 | 16    |       | Canberra, Bombaj, Cancún, Puerto Vallarta, Antalya (3x), La Bisbal d'Empordà, Saint-Malo, Vic, Bergamo, Valencie, Brimingham, Newport, Båstad, Montreux |                |

Vysvětlivky
1. ↑  Neúplný kalendář mezi lednem a srpnem 2025.

## Žebříček WTA
| Ženská dvouhra – 17. března 2025 | Ženská dvouhra – 17. března 2025 | Ženská dvouhra – 17. března 2025 | Ženská dvouhra – 17. března 2025 |
| Poř.                             | tenistka                         | body                             | posun                            |
| -------------------------------- | -------------------------------- | -------------------------------- | -------------------------------- |
| 1.                               | Aryna Sabalenková                | 9 606                            | ▬                                |
| 2.                               | Iga Świąteková (POL)             | 7 375                            | ▬                                |
| 3.                               | Coco Gauffová (USA)              | 6 063                            | ▬                                |
| 4.                               | Jessica Pegulaová (USA)          | 5 361                            | ▬                                |
| 5.                               | Madison Keysová (USA)            | 5 004                            | ▬                                |
| 6.                               | Mirra Andrejevová                | 4 710                            | ▲ 5                              |
| 7.                               | Jasmine Paoliniová (ITA)         | 4 518                            | ▼ 1                              |
| 8.                               | Jelena Rybakinová (KAZ)          | 4 448                            | ▼ 1                              |
| 9.                               | Čeng Čchin-wen (CHN)             | 3 780                            | ▬                                |
| 10.                              | Emma Navarrová (USA)             | 3 859                            | ▼ 2                              |
| 11.                              | Paula Badosová (ESP)             | 3 736                            | ▼ 1                              |
| 12.                              | Darja Kasatkinová                | 3 061                            | ▬                                |
| 13.                              | Diana Šnajderová                 | 2 938                            | ▬                                |
| 14.                              | Karolína Muchová (CZE)           | 2 854                            | ▲ 1                              |
| 15.                              | Danielle Collinsová (USA)        | 2 853                            | ▼ 1                              |
| 16.                              | Barbora Krejčíková (CZE)         | 2 675                            | ▬                                |
| 17.                              | Amanda Anisimovová (USA)         | 2 335                            | ▲ 1                              |
| 18.                              | Beatriz Haddad Maiová (BRA)      | 2 314                            | ▼ 1                              |
| 19.                              | Donna Vekićová (CRO)             | 2 166                            | ▲ 3                              |
| 20.                              | Jekatěrina Alexandrovová         | 2 158                            | ▼ 1                              |

| Ženská čtyřhra – 17. března 2025 | Ženská čtyřhra – 17. března 2025  | Ženská čtyřhra – 17. března 2025 | Ženská čtyřhra – 17. března 2025 |
| Poř.                             | tenistka                          | body                             | posun                            |
| -------------------------------- | --------------------------------- | -------------------------------- | -------------------------------- |
| 1.                               | Kateřina Siniaková (CZE)          | 10 490                           | ▬                                |
| 2.                               | Taylor Townsendová (USA)          | 8 543                            | ▬                                |
| 3.                               | Erin Routliffeová (NZL)           | 7 990                            | ▬                                |
| 4.                               | Gabriela Dabrowská (CAN)          | 6 535                            | ▬                                |
| 5.                               | Jeļena Ostapenková (LAT)          | 6 285                            | ▬                                |
| 6.                               | Sara Erraniová (ITA)              | 5 625                            | ▬                                |
| 6.                               | Jasmine Paoliniová (ITA)          | 5 625                            | ▲ 1                              |
| 8.                               | Asia Muhammadová (USA)            | 4 960                            | ▲ 2                              |
| 9.                               | Ljudmyla Kičenoková (UKR)         | 4 835                            | ▬                                |
| 10.                              | Sie Šu-wej (TPE)                  | 4 726                            | ▼ 2                              |
| 11.                              | Čang Šuaj (CHN)                   | 4 341                            | ▲ 5                              |
| 12.                              | Čan Chao-čching (TPE)             | 4 325                            | ▬                                |
| 13.                              | Veronika Kuděrmetovová            | 4 215                            | ▲ 1                              |
| 14.                              | Irina Chromačovová                | 4 075                            | ▲ 3                              |
| 15.                              | Desirae Krawczyková (USA)         | 3 963                            | ▼ 4                              |
| 16.                              | Anna Danilinová (KAZ)             | 3 913                            | ▲ 2                              |
| 17.                              | Ellen Perezová (AUS)              | 3 820                            | ▼ 4                              |
| 18.                              | Laura Siegemundová (GER)          | 3 715                            | ▲ 1                              |
| 19.                              | Nicole Melichar-Martinezová (USA) | 3 650                            | ▼ 4                              |
| 20.                              | Caroline Dolehideová (USA)        | 3 515                            | ▲ 1                              |

## Statistiky

### Nejvíce titulů

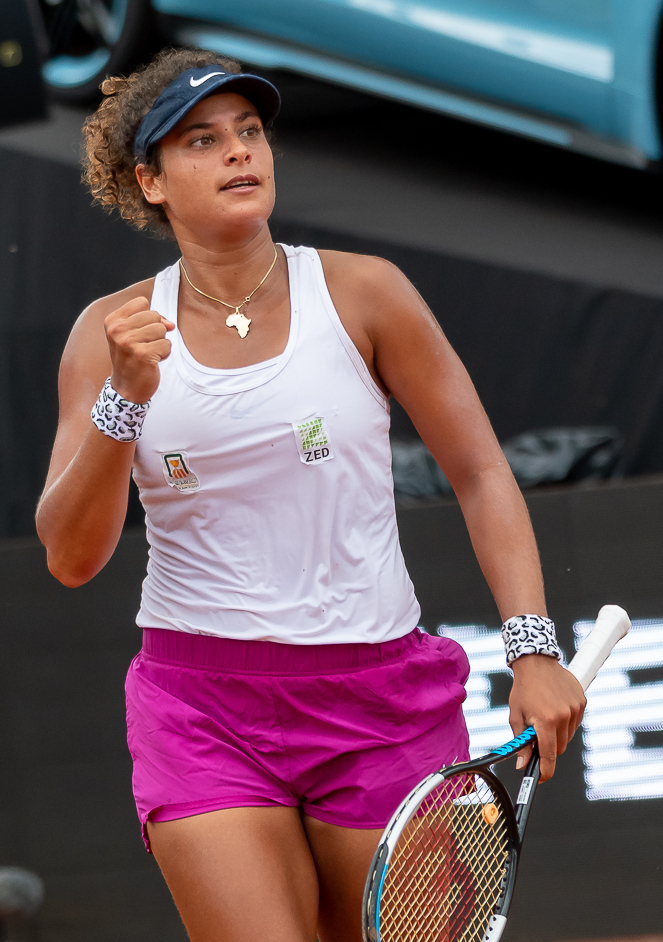
Majar Šarífová

| Dvouhra                      | Dvouhra                  | Dvouhra |
| Titulů                       | tenistka                 |         |
| ---------------------------- | ------------------------ | ------- |
| 7                            | Majar Šarífová           |         |
| 5                            | Alycia Parksová          |         |
| 4                            | Irina-Camelia Beguová    |         |
| 4                            | Viktorija Golubicová     |         |
| 3                            | Jekatěrina Alexandrovová |         |
| 3                            | Ana Bogdanová            |         |
| 3                            | Elisabetta Cocciarettová |         |
| 3                            | Vitalija Ďjačenková      |         |
| 3                            | Nuria Párrizas Díazová   |         |
| 3                            | Nadia Podoroská          |         |
| 3                            | Alison Van Uytvancková   |         |
| 3                            | Čeng Saj-saj             |         |
| 3                            | Tamara Zidanšeková       |         |
| Aktualizováno po sezóně 2024 |                          |         |

| Čtyřhra                      | Čtyřhra                | Čtyřhra |
| Titulů                       | tenistka               |         |
| ---------------------------- | ---------------------- | ------- |
| 5                            | Irina Baraová          |         |
| 5                            | Aliona Bolsovová       |         |
| 5                            | Dalila Jakupovićová    |         |
| 5                            | Katarzyna Kawaová      |         |
| 5                            | Asia Muhammadová       |         |
| 4                            | Cristina Bucșová       |         |
| 4                            | Misaki Doiová          |         |
| 4                            | Jekatěrine Gorgodzeová |         |
| 4                            | Oxana Kalašnikovová    |         |
| 4                            | Irina Chromačovová     |         |
| 4                            | Veronika Kuděrmetovová |         |
| 4                            | Monica Niculescuová    |         |
| 4                            | Wang Ja-fan            |         |
| Aktualizováno po sezóně 2024 |                        |         |

### Nejmladší vítězky
| Dvouhra | Dvouhra             | Dvouhra                   | Dvouhra            |
| Poř.    | Tenistka            | věk                       | titul              |
| ------- | ------------------- | ------------------------- | ------------------ |
| 1.      | CiCi Bellisová      | 17 let, 7 měsíců a 19 dnů | Honolulu 2016      |
| 2.      | Sára Bejlek         | 17 let, 9 měsíců a 19 dnů | Colina 2023        |
| 3.      | Elina Svitolinová   | 18 let, 1 měsíc a 30 dnů  | Puné 2012          |
| 4.      | Bianca Andreescuová | 18 let, 7 měsíců a 11 dnů | Newport Beach 2019 |
| 5.      | Diana Šnajderová    | 18 let, 7 měsíců a 25 dnů | Montevideo 2022    |

| Čtyřhra | Čtyřhra            | Čtyřhra                   | Čtyřhra                  |
| Poř.    | Tenistka           | věk                       | titul                    |
| ------- | ------------------ | ------------------------- | ------------------------ |
| 1.      | Céline Naefová     | 18 let, 5 měsíců a 7 dnů  | Andorra la Vella 2023    |
| 2.      | Kateřina Siniaková | 18 let, 5 měsíců a 30 dnů | Limoges 2014             |
| 3.      | Čan Chao-čching    | 19 let, 1 měsíc a 16 dnů  | Tchaj-pej 2012           |
| 4.      | Diana Šnajderová   | 19 let, 2 měsíce a 8 dnů  | La Bisbal d'Empordà 2023 |
| 5.      | Erika Andrejevová  | 19 let, 5 měsíců a 8 dnů  | Andorra la Vella 2023    |

### Nejstarší vítězky
| Dvouhra | Dvouhra                   | Dvouhra                   | Dvouhra            |
| Poř.    | Tenistka                  | věk                       | titul              |
| ------- | ------------------------- | ------------------------- | ------------------ |
| 1.      | Tatjana Mariová           | 36 let a 12 dnů           | Barranquilla 2023  |
| 2.      | Varvara Lepčenková        | 35 let, 2 měsíce a 11 dnů | Charleston 2021    |
| 2.      | Sara Erraniová            | 35 let, 2 měsíce a 11 dnů | Contrexéville 2022 |
| 4.      | Irina-Camelia Beguová     | 34 let, 2 měsíce a 14 dnů | Cali 2024          |
| 5.      | Irina-Camelia Beguová (2) | 34 let a 13 dnů           | Montreux 2024      |

| Čtyřhra | Čtyřhra                 | Čtyřhra                   | Čtyřhra            |
| Poř.    | Tenistka                | věk                       | titul              |
| ------- | ----------------------- | ------------------------- | ------------------ |
| 1.      | Věra Zvonarevová        | 38 let, 8 měsíců a 13 dnů | Paříž 2023         |
| 2.      | Věra Zvonarevová (2)    | 37 let, 3 měsíce a 12 dnů | Limoges 2021       |
| 3.      | Monica Niculescuová     | 37 let, 2 měsíce a 13 dnů | Angers 2024        |
| 4.      | Monica Niculescuová (2) | 37 let a 11 dnů           | Hongkong 2024      |
| 5.      | Sara Erraniová          | 36 let, 6 měsíců a 27 dnů | Florianópolis 2023 |

### Nejvýše postavené vítězky
| Dvouhra | Dvouhra               | Dvouhra  | Dvouhra         |
| Poř.    | Tenistka              | žebříček | titul           |
| ------- | --------------------- | -------- | --------------- |
| 1.      | Jelena Jankovićová    | 25.      | Nan-čchang 2015 |
| 2.      | Caroline Garciaová    | 35.      | Limoges 2015    |
| 3.      | Čang Šuaj             | 36.      | Honolulu 2017   |
| 4.      | Majar Šarífová        | 40.      | Valencie 2023   |
| 5.      | Bojana Jovanovská     | 41.      | Ning-po 2013    |
| 5.      | Irina-Camelia Beguová | 41.      | Bukurešť 2022   |

| Čtyřhra | Čtyřhra                     | Čtyřhra  | Čtyřhra     |
| Poř.    | Tenistka                    | žebříček | titul       |
| ------- | --------------------------- | -------- | ----------- |
| 1.      | Nicole Melichar-Martinezová | 7.       | Lleida 2024 |
| 1.      | Ellen Perezová              | 7.       | Lleida 2024 |
| 3.      | Storm Hunterová             | 11.      | Reus 2023   |
| 4.      | Ellen Perezová (2)          | 16.      | Reus 2023   |
| 5.      | Čang Šuaj                   | 25.      | Angers 2022 |

### Nejníže postavené vítězky
| Dvouhra | Dvouhra                    | Dvouhra  | Dvouhra            |
| Poř.    | Tenistka                   | žebříček | titul              |
| ------- | -------------------------- | -------- | ------------------ |
| 1.      | Ajla Tomljanovićová        | 543.     | Florianópolis 2023 |
| 2.      | Nina Stojanovićová         | 432.     | Colina 2024        |
| 3.      | Pcheng Šuaj                | 296.     | Houston 2018       |
| 4.      | Valentini Grammatikopoulou | 239.     | Vancouver 2022     |
| 5.      | Patricia Maria Țigová      | 223.     | Karlsruhe 2019     |

| Čtyřhra | Čtyřhra                  | Čtyřhra         | Čtyřhra       |
| Poř.    | Tenistka                 | žebříček        | titul         |
| ------- | ------------------------ | --------------- | ------------- |
| 1.      | Varvara Flinková         | neklasifikována | Concord 2022  |
| 2.      | Elisabetta Cocciarettová | 1014.           | Bari 2022     |
| 3.      | Mirjam Björklundová      | 944.            | Båstad 2021   |
| 4.      | Wang Sin-jü              | 826.            | Columbus 2021 |
| 5.      | Sie Šu-jing              | 809.            | Honolulu 2017 |